# Régiment de Grenoble artillerie
Le régiment de Grenoble artillerie également appelé régiment d'artillerie de Grenoble  et  plus simplement régiment de Grenoble est un régiment d'artillerie du royaume de France, créé en 1720 à partir du bataillon de Proisy, du régiment Royal-Artillerie, devenu sous la Révolution le 4e régiment d'artillerie.

## Création et différentes dénominations
L’ordonnance du 5 février 1720 crée cinq écoles régimentaires d'artillerie dans les provinces frontières du royaume (La Fère, Metz, Strasbourg, Perpignan et Grenoble).
- 1720 : Bataillon de Proisy
- 1720 : Bataillon de Raganne
- 1725 : Bataillon de La Pérelle
- 1733 : Bataillon de Valanceau
- 1744 : Bataillon d'Hennevillé
- 1752 : Bataillon de Fransure
- 1754 : Bataillon de Ménonville
- 1759 : Brigade de Beausire
- 1791 : 4e régiment d'artillerie

## Lieutenants-colonels, chefs de brigade et colonels
- 25 février 1720 : N. de Proisy
- 22 juin 1720 : N. de Raganne
- 6 avril 1725 : N. de La Pérelle
- 20 février 1733 : Bernard Drohin de Valanceau
- 3 juin 1744 : Louis Antoine Gaudechart d'Hennevillé
- 6 janvier 1752 : Pierre René de Villers de Fransure
- 12 décembre 1754 : Jean-Baptiste de Wavray de Ménonville
- 1er janvier 1759 : Pierre Henri de Beausire
- 15 octobre 1765 : Philippe Joseph comte de Rostaing
- 1er novembre 1774 : Jacques Morizot de Marzy
- 1er janvier 1777 : Claude Geoffroy de Montrequienne
- 5 avril 1780 : Louis Augustin Lamy d'Hangest
- 1er avril 1791 : Isaac Jacques de Lard de Campagnol

## Historique des garnisons, combats et batailles

### Bataillon de Proisy, bataillon de Raganne et bataillon de La Pérelle
En 1720, après la paix de La Haye, le 4e bataillon du régiment Royal-Artillerie, le « bataillon de Proisy », après avoir été organisé et devenu indépendant, quitte Vienne, se dirige sur Perpignan et prend bientôt le nom « bataillon de Raganne ». On le trouve quelques années après, à Besançon, sous le nom de « bataillon de La Pérelle ».

### Bataillon de Valanceau
Devenu « bataillon de Valanceau » en 1733, il est appelé cette même année à l'armée d'Allemagne et pendant cette guerre de Succession de Pologne, il sert au sièges de Kehl en 1733, de Philippsbourg et de Trarbach. 
Engagé dans la guerre de Succession d'Autriche de 1741 à 1743 il fait partie des armées de Bohême et de Bavière. 
En 1744 il est en Flandre.

### Bataillon d'Hennevillé
C'est devant Ypres, le 3 juin 1744, que Bernard Drohin de Valanceau est remplacé par Louis Antoine Gaudechart d'Hennevillé. Après la prise de Furnes, le bataillon suit le roi en Alsace, et se trouve à la bataille d'Augenheim et à la prise de Fribourg, et hiverne en Souabe. 
Rappelé à l'armée de Flandre en 1746, il combat cette année à Rocourt, et l'année suivante à Lauffeld et devant Berg-op-Zoom, et il fait en 1748 le siège de Maastricht. 
A la paix, il est envoyé à Strasbourg où il demeure jusqu'à la guerre de Sept Ans.

### Bataillon de Fransure et bataillon de Ménonville
En 1752, il porte le nom « bataillon de Fransure » et en 1754 celui de « bataillon de Ménonville ».
Engagé dans la guerre de Sept Ans le « bataillon de Ménonville » fait partie en 1757 de l'armée du maréchal d'Estrées et se distingue à la bataille de Hastenbeck. 

### Brigade de Beausire
Il devient en 1759 la « brigade de Beausire », qui se fait remarquer cette année à la bataille de Bergen et à la défense des côtes de France.
Envoyée à Besançon après cette campagne, la brigade fournit en 1762 un détachement pour le corps auxiliaire expédié par Louis XV au roi d'Espagne Charles III en guerre avec le Portugal, qui s'illustra lors de la prise d'Almeida. En 1763, ce détachement rallia la brigade à Grenoble.

### Régiment de Grenoble
La « brigade de Beausire » devint en 1765 le « régiment de Grenoble », qui eut dans ses drapeaux particuliers deux carrés gorge de pigeon et deux carrés aurore.
En septembre 1769 le régiment quitte Grenoble pour Auxonne, d'où il passe en 1772 à Besançon et en 1775 à Strasbourg, où il est réorganisé le 31 décembre 1776
En 1779, le 2e bataillon est à Metz, et en 1781 le régiment est partagé entre les garnisons de Dunkerque, Calais, Douai et La Fère. Il avait une brigade de 5 compagnies dans chacune de ces villes. Une compagnie s'embarqua cette année pour se rendre en Martinique. 
En 1783, toutes ses compagnies furent réunies à La Fère, où se trouvait déjà le dépôt, et le régiment fut envoyé en octobre 1786 à Valence, d'où il détacha en 1787 deux compagnies en Corse. 
On sait que le Dauphiné fut très agité dès le début de la Révolution. Le « régiment de Grenoble », qui comportait beaucoup de soldats dauphinois, se ressentit de l'exaltation de la province. Le général du Teil, dans son rapport d'inspection générale de 1790, en dit ceci : 
« Le régiment est assez mauvais, les soldats ont contracté un air de scélératesse. » »
Il est donc probable que quelques-uns d'entre eux ont pris part à l'émeute de Valence, où le maréchal de camp de Voisins, commandant l'école de Valence, fut massacré.
A la fin de cette année 1790, le régiment avait toujours deux compagnies en Corse, deux autres à Grenoble où elles avaient été envoyées sur la demande de Barnave, une à Marseille, une au fort Barraux, une partagée entre Nîmes et le Pont-Saint-Esprit, et trois occupant Avignon et Carpentras.

### 4erégimentd'artillerie
La Révolution supprime les dénominations de l'ancien régime, les régiments sont numérotés. Le no 4 est attribué au régiment, en fonction de son ancienneté.

Devenu 4e régiment d'artillerie à la réorganisation du corps effectuée le 1er avril 1791, il arrive à Valence et est rejoint Napoléon Bonaparte devenu 1er lieutenant, qui est classé à la 1re compagnie de canonniers du capitaine de La Catonne, du 2e bataillon. Le régiment comptait alors dans ses rangs une pléiade de jeunes officiers que l'émigration et plus tard le souvenir de Napoléon allait porter aux premiers rangs de l'artillerie : les lieutenants Villantroys, Pernety, d'Anthouard, Songis, Taviel, des deux frères Dedon, Faultrier, Savournin et Vaubois.
Peu de temps après son arrivée à Valence, Bonaparte partit avec sa compagnie pour se rendre à Perpignan, et ce fut là qu'il reçut son brevet de capitaine, daté du 6 février 1792. Il est alors classé comme capitaine en second à la compagnie La Pujade qui stationnait à Grenoble et qui a fait partie de l'armée des Alpes. Le capitaine Bonaparte, qui n'avait rien à faire à Grenoble et qui était dévoré du besoin d'agir, se fait détacher en Corse pour commander un bataillon de volontaires de son île natale. Après la trahison de Paoli, qui livra la Corse aux Anglais en juin 1793, Bonaparte joignit sa compagnie qui se rendit bientôt devant Toulon. Nommé capitaine commandant le 1er juillet 1793, chef de bataillon le 19 octobre 1793, général de brigade le 6 février 1794 et général de division le 14 octobre 1795.

## Personnalités
- Charles Nicolas d'Anthouard de Vraincourt
- Claude-Henri Belgrand de Vaubois
- Napoléon Bonaparte, alors premier lieutenant.
- Laurent Barnabé Dedon
- François Louis Dedon-Duclos
- François Claude Joachim Faultrier de l'Orme
- Joseph Marie de Pernety
- Jean-Baptiste Auguste Reynaud de Savournin
- Nicolas Marie Songis des Courbons
- Albert Louis Valentin Taviel
- Pierre Laurent de Villantroys

## Sources et bibliographie
- Louis Susane : Histoire de l'artillerie Française
- Pierre Montagnon : Histoire de l'armée française
- Lieutenant Clément : Historique du 4e régiment d'artillerie
- Historiques des corps de troupe de l'armée française (1569-1900)
- 4e Régiment d'Artillerie-á-Pied
- Historiques des corps de troupe de l'armée française (1569-1900)